# 昭雎
昭雎（？—？），羋姓，昭氏，名雎，战国时期楚國大臣。

## 生平
早年擔任工尹，掌管百工。楚怀王时，派屈原出使齐國，但昭雎因與張儀有私交，遂帶頭反對。楚怀王下令昭雎出使秦国，让秦惠文王继续重用张仪。不久秦惠文王死，张仪被驱逐。這時楚王打算跟齐国和解，遂將昭雎下狱。桓臧力勸楚王讓昭雎到韩、魏两国替张仪說清，並重用张仪。
楚怀王二十八年（前301年），齐、秦联兵攻楚，昭雎受命與唐眜共擊秦军，他按兵不动，結果唐眜兵败身死。秦昭襄王邀请楚怀王会盟，昭雎认为秦國必有阴谋，力勸楚怀王不要赴秦。但楚怀王坚持到秦国去，结果被秦昭襄王劫持，雖然一度逃跑，依然被秦兵捕獲，後病死於秦國，最终客死他乡。
當時楚懷王之子太子横在齊國當政治人質，楚國無君，有人想乘機立楚懷王之庶子，昭雎迎太子橫歸楚，繼位，是為楚頃襄王。